# Skępe
Pour les articles homonymes, voir Skępe (gmina).
Skępe est une ville de Pologne, située dans la voïvodie de Couïavie-Poméranie. Elle est le siège de la gmina de Skępe, dans le powiat de Lipno.